# Jörg Werner
Jörg Werner (* 15. Dezember 1971 in Gotha) ist ein deutscher Radsportmanager.
Jörg Werner, selbst aktiver Amateur-Rennfahrer beim TSV Erfurt, managte ab 2006 das Thüringer Energie Team für den Straßenradsport sowie das Project Team Spirit der Erfurter Bahnsprinter mit René Enders. Unter seiner Leitung wurde 2006 aus dem Regionalteam TEAG Team Köstritzer das Continentalteam Thüringer Energie Team mit dem Hauptsponsor Thüringer Energie. Dessen Straßenmannschaft brachte so erfolgreiche Fahrer wie Marcel Kittel, Tony Martin, John Degenkolb und Patrick Gretsch hervor. 2008 stieg er zudem in die Organisation der Internationalen Thüringen Rundfahrt ein. Ab 1999 organisierte Werner zudem das Rennen Rund um die Hainleite. Seine Firma ist weiterhin für die Steherrennen auf der Radrennbahn Andreasried in Erfurt verantwortlich.
Im Sommer 2013 zog sich die TeamSpirit GmbH, deren Geschäftsführer er ist, als Betreiber des Thüringer Energie Teams und aus der Organisation der Thüringen Rundfahrt zurück. Er blieb weiterhin persönlicher Berater und Manager von Kittel, Martin und Degenkolb. In der Folge fiel die Internationale Thüringen-Rundfahrt 2014 aus finanziellen Gründen aus.
Zur Saison 2016 wurde Werner einer der Sportlichen Leiter des luxemburgischen Leopard-Pro-Cycling-Teams.
Im März 2019 wurde bekannt, dass Werner sich in hausärztlicher Behandlung bei der Mutter des Sportmediziners Mark Schmidt befand. Mark Schmidt war Hauptfigur in einem Dopingskandal. Mutter und Sohn teilten sich eine Praxis. Werner gab gegenüber der Zeitung Neues Deutschland an, dass weder er, noch von ihm betreute Athleten Patienten von Mark Schmidt gewesen seien.
Nachdem Werner 2021 und 2022 einer der Sportlichen Leiter des UCI Women’s WorldTeam Canyon SRAM Racing war, wurde im November 2022 bekannt, dass er die sportliche Leitung des Teams rad-net Oßwald übernehmen wird. Der thüringische Spezialist für den Bau von Federungssystemen Oßwald, war bereits einer der Sponsoren von Werner Thüringer Energie Teams.